# Lino Toffolo
Lino Toffolo (Murano, 31 de dezembro de 1934 — 18 de maio de 2016) foi um apresentador, ator, autor de televisão, cantor e compositor italiano. Publicou dois livros, A Ramengo e A Gratis, e autor de duas peças teatrais, Gelati caldi and Fisimat.
Morreu em 18 de maio de 2016, vítima de ataque cardíaco.

## Filmografia selecionada
- Chimera (1968)
- When Women Had Tails (1970)
- Brancaleone at the Crusades (1970)
- Million Dollar Eel (1971)
- The Naked Cello (1971)
- In Love, Every Pleasure Has Its Pain (1971)
- Beati i ricchi (1972)
- When Women Lost Their Tails (1972)
- Little Funny Guy (1973)
- Lovers and Other Relatives (1974)
- La bellissima estate (1974)
- The Sensuous Nurse (1975)
- Yuppi du (1975)
- Lunatics and Lovers (1976)
- Sturmtruppen (1976)
- The Career of a Chambermaid (1976)
- One Day More (2011)